# Малчи Белич
Малчи Белич (Љубљана, 7. јул 1908 — Љубљана, 31. јануар 1943) била је учесница Народноослободилачке борбе и народни херој Југославије.

## Биографија
Рођена је 7. јула 1908. године у Љубљани.
Пред Другог светског рата била је радница. Била је члан културно-уметничког друштва „Свобода“ и учествовала је у акцијама радничког покрета.
Учесница Народноослободилачке борбе је од 1941. године. Радила је у организацијама Ослободилачког фронта (словен. Osvobodilna fronta) у Љубљани.
Чланица Комунистичке партије Југославије је 1942. године. Била је секретар партијске организације на Вичу.
Ухапшена је од Италијана, крајем јануара 1943. године, приликом преношења илегалног партијског материјала. После пет дана мучења, стрељана је 31. јануара 1943. године у Љубљани.
Указом председника ФНР Југославије Јосипа Броза Тита 27. новембра 1953. проглашена је за народног хероја.